# Scherocumella japonica
Scherocumella japonica är en kräftdjursart som först beskrevs av Gamo 1962.  Scherocumella japonica ingår i släktet Scherocumella och familjen Nannastacidae. Inga underarter finns listade i Catalogue of Life.